# Chondrodendron platyphyllum
Chondrodendron platyphyllum là một loài thực vật có hoa trong họ Biển bức cát. Loài này được (A.St.-Hil.) Miers mô tả khoa học đầu tiên năm 1867.